# Día nacional para salir del armario
El día nacional para salir del armario,   o  día de salir del clóset (en inglés National Coming Out Day (NCOD)), es un día de concienciación sobre los derechos humanos   de la comunidad LGBT que se celebra cada 11 de octubre como un día internacional. Se enfatizan en que la más básica y mejor forma de activismo, es salir del armario frente a la familia, amigos o compañeros de trabajo, y viviendo una vida abiertamente LGBT. La idea inicial se habría basado en el espíritu de liberación que animó, tanto al movimiento gay como al movimiento feminista ("lo personal es político").
Se considera que la homofobia y la bifobia en sí mismas promueven una atmósfera de silencio e ignorancia, y que una vez que la gente sabe que tiene cerca de ella a personas queridas que no son heterosexuales, es mucho menos probable que mantengan actitudes homofóbicas u opresivas.

## Historia
El Coming Out Day en inglés, comenzó en 1988 a instancias de Robert Eichberg y Jean O'Leary. Eichberg, quien falleció en 1995 por complicaciones relacionadas con el VIH, fue un psicólogo de Nuevo México y fundador del taller de crecimiento personal "The Experience". O'Leary, por su parte, fue una líder política abiertamente lesbiana y activista neoyorkina, y en aquel momento jefe del National Gay Rights Advocates (defensores nacionales de los derechos gay) de Los Ángeles. Los activistas LGBT, incluidos Eichberg y O'Leary, no querían responder defensivamente a las acciones anti-LGBT de aquel momento, porque creían que podría ser algo predeciblemente negativo. Esto les llevó a establecer el día para salir del clóset, a fin de mantener un enfoque positivo, y celebrar la salida del armario.
Se eligió la fecha del 11 de octubre. porque es el aniversario de la Marcha nacional de 1987 por los derechos de lesbianas y gais en Washington, D.C, a la cual acudieron más de 500.000 personas, para pedir ante el Congreso y el gobierno de los EE. UU., igualdad de derechos.

La mayoría de las personas piensa que no conoce a ningún gay o lesbiana, y de hecho, todos tienen a alguien conocido. Por eso es imperativo que salgamos y les hagamos saber a las personas, quiénes somos y que les quitemos sus miedos y estereotipos.
Robert Eichberg (1993)

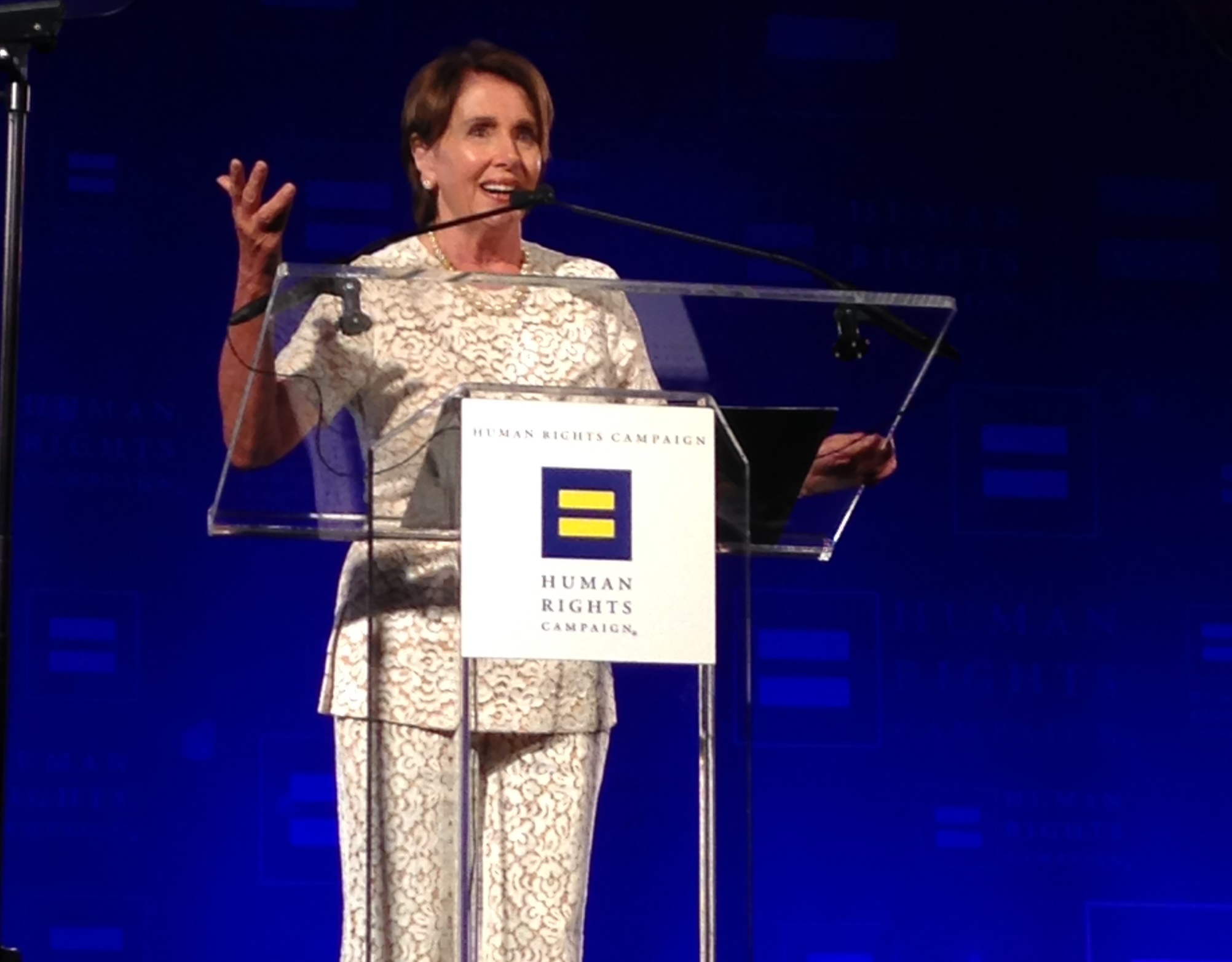
La senadora estadounidense Nancy Pelosi celebra el día de salir del clóset en San Francisco.

Inicialmente gestionado desde las oficinas de West Hollywood, el barrio gay de Los Ángeles, el primer día de salir del clóset recibió la participación de dieciocho estados, obteniendo cobertura en los medios de comunicación nacionales. 
En su segundo año, la sede del día para salir del armario se trasladó a Santa Fe, Nuevo México, y la participación creció a 21 estados. Después de un impulso mediático en 1990, se observó el día para salir del clóset en los 50 estados de los EE. UU., así como en otros siete países. La participación continuó creciendo y en 1990 sumó esfuerzos con la organización Campaña de Derechos Humanos.

## Saliendo del armario
Los participantes son animados en este día a usar los símbolos del orgullo gay, como el triángulo rosa, la letra griega lambda y los colores del arcoíris, para demostrar su presencia en todas las instancias sociales, sin importar la edad o el grupo étnico al que se pertenezca, contribuyendo a que la sociedad sea más abierta, acerca del ser diferente en la vida diaria.

## Celebración internacional

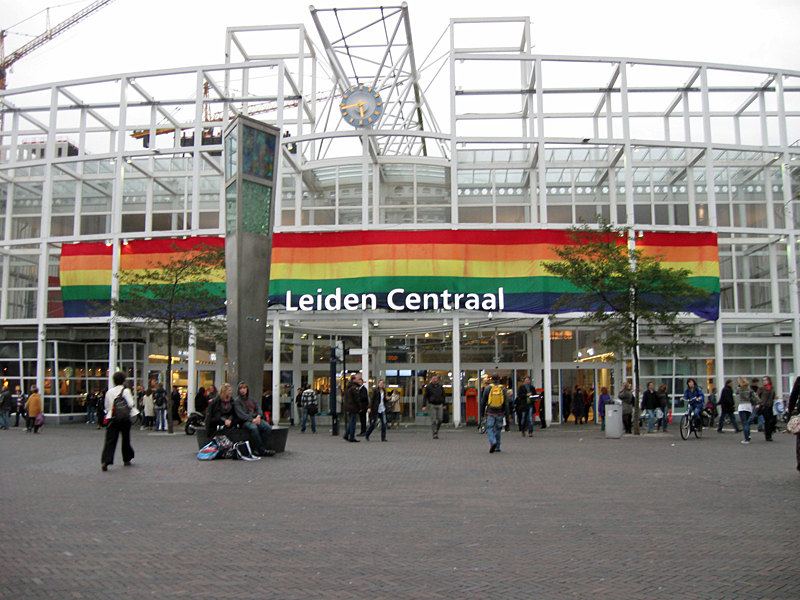
La estación de tren de Leiden decorada con un estandarte del arco iris, con motivo del día nacional de salida del clóset en los Países Bajos.

En los Estados Unidos, la Campaña de Derechos Humanos organiza el evento bajo el proyecto nacional para salir del armario, ofreciendo recursos a individuos gays, parejas, padres y niños, como también a amigos heterosexuales, para promover la concientización de las familias LGBT, viviendo la vida de una manera honesta y abierta.
A pesar de llamarse National Coming Out Day, fue llamada "National" en un principio, porque era celebrado solamente en los Estados Unidos, pero el evento se ha ido extendiendo a otros países, como Irlanda, Países Bajos, Suiza, Alemania o el Reino Unido, y países de América Latina, como Argentina y Colombia.

## Discrepancias
Si bien el día para salir del armario ha sido un día de celebración para la comunidad LGBT, ha tenido críticas sobre cómo esta celebración perpetuaría la homonormatividad. 
Preston Mitchum, un escritor queer negro, escribió en 2013 un artículo titulado En el día nacional de la salida, no desanimes al armario, publicado por The Atlantic,  en el cual discute las suposiciones que se hacen el día de salir del clóset. En el artículo, Mitchum no desacredita para nada a los que han salido del armario, es más, los elogia por su valentía. En cambio dice que, se debe reconocer, que la salida del clóset no siempre es segura para las personas LGBT, especialmente, para aquellas que forman parte de comunidades marginadas. Mitchum también afirma que salir del armario tiene implicancias, que pueden conducir a una hipervisibilidad de las personas con identidades diversas, lo que puede llevar a la discriminación en el lugar de trabajo, el exilio familiar, la violencia y hasta la criminalización.
Además, la feminista radical Adrienne Rich aborda las razones por las que las personas sienten necesidad de salir del armario. En su ensayo Compulsory Heterosexuality and Lesbian Existence (Heterosexualidad obligatoria y existencia lésbica), donde sugiere que tal necesidad se deriva de la presión de adherirse a la heterosexualidad desde el nacimiento, o heterosexualidad obligatoria. Rich usa como ejemplo que las personas heterosexuales nunca tienen que salir del clóset como heterosexuales, demostrando que de esta forma la homosexualidad termina, finalmente, siendo vista como una anomalía.

## Acciones que se realizan ese día

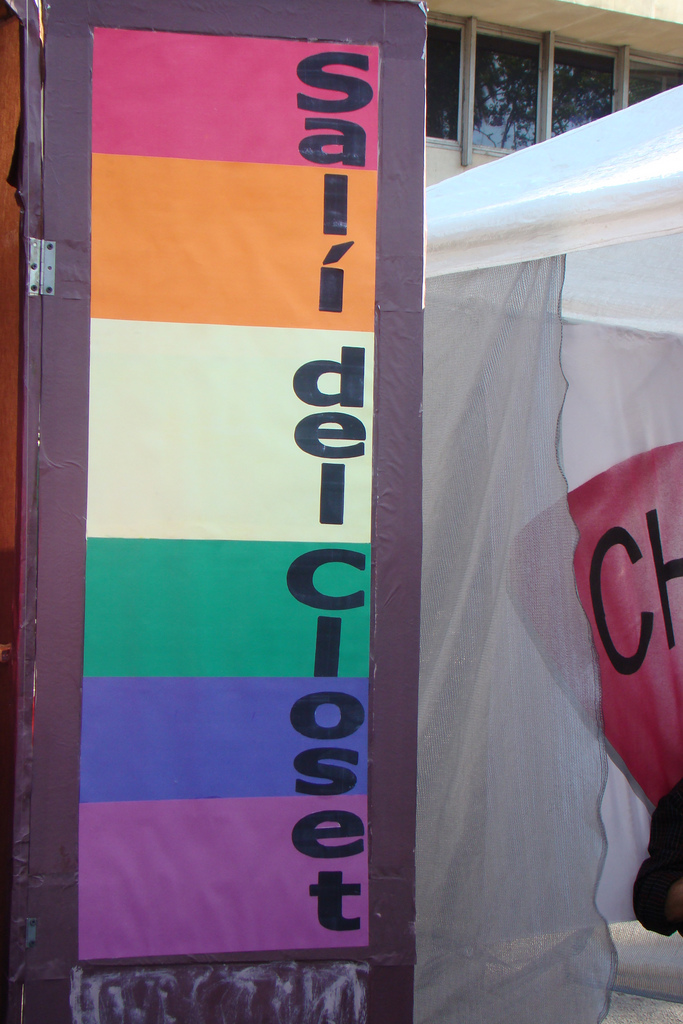
Campaña "Salí del Clóset" de CHA organización argentina LGBT

Además de las visitas personales a familiares, amigos o compañeros de trabajo, a instancias de la Campaña de Derechos Humanos ese día se realiza otras acciones, tales como, presentar oradores LGBT invitados para que relaten sus historias de vida personales, dictar conferencias o realizar debates sobre diversos temas LGBT, festivales culturales o de cine. u organizar exposiciones fotográficas, así como colocar mesas o puestos de información.
Otra forma de activismo es mostrar apoyo a través de la ropa (ropa específica por grupos, camisetas con lemas o símbolos). Otras actividades comprenden celebrar un "Domingo de Solidaridad" en la iglesia de su barrio o ciudad. O escribir canciones o poemas en las aceras con tiza, organizar fiestas o traer a un representante político que haya sido elegido democráticamente para que exprese su apoyo. 
En EE. UU., octubre también se conoce como el "mes de la historia de gays y lesbianas", lo cual se incluye en las ideas de proyectos educativos.
Algunos publican un anuncio con una "Lista de Salida" en un periódico local, o en el periódico estudiantil, en la cual se publica con su consentimiento, los nombres de estudiantes abiertamente LGBT, compañeros de trabajo o simpatizantes heterosexuales, como por ejemplo lo hace la Universidad de California, Los Ángeles donde se organiza esta actividad cada año, desde 1994. 
El grupo PRIDE de la Universidad de Carolina del Norte en Wilmington, organiza una acción llamada "Bocinazo por la diversidad", que consiste en, con carteles bien visibles, ubicarse en una intersección muy transitada de la ciudad y con mucho público y peatones, sugerir que se manifiesten su apoyo por breves instantes, haciendo sonar la bocina de sus automóviles. 
Algunos construyen una puerta de armario símbólica, para invitar a las personas a atravesarla y, literalmente, "salir del armario" (salir del clóset).
Para mostrar visibilidad y apoyo hacia los demás, ese día algunos realizan acciones sociales solidarias, como ayudar en comedores comunitarios, bajo el lema "Estamos aquí, somos queer" (en inglés, "we are queer, we are here"), "y nos preocupamos por los demás", colaborando con los necesitados, u organizando jornadas cívicas de recolección de basura en parques y plazas.

## Temáticas por año
En Estados Unidos, desde 1999 hasta 2014, la Campaña de Derechos Humanos anunció un tema para cada día de salir del clóset:

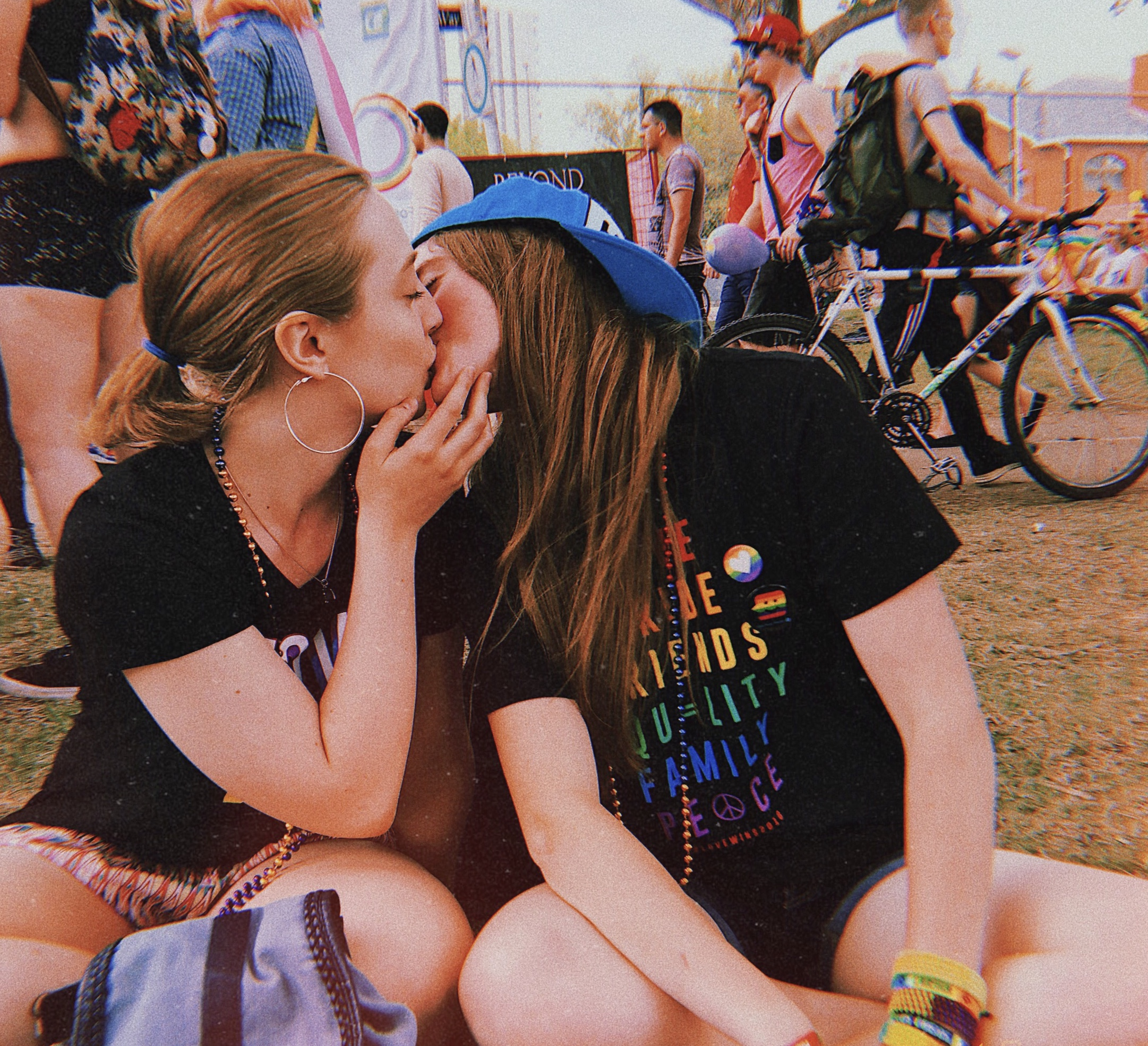
Una pareja vive su primer beso en público, en el Festival del Orgullo de Edmonton, Canadá.

- 1999: Sal fuera del armario en el Congreso
- 2000: Piénsalo (¿Quién elige los nuevos miembros de la Corte Suprema?)
- 2001: Una salida de odisea
- 2002: ¡Salir del armario es genial!
- 2003: Es un asunto familiar
- 2004: Sal. Habla claro. Vota
- 2005: Habla sobre ello
- 2006: Habla sobre ello
- 2007: Habla sobre ello
- 2009: Conversaciones desde el corazón
- 2010: Saliendo por la igualdad
- 2011: Saliendo por la igualdad
- 2012: Sal. Vota
- 2013: Salir del clóset aún es importante
- 2014: Salir del clóset aún es importante

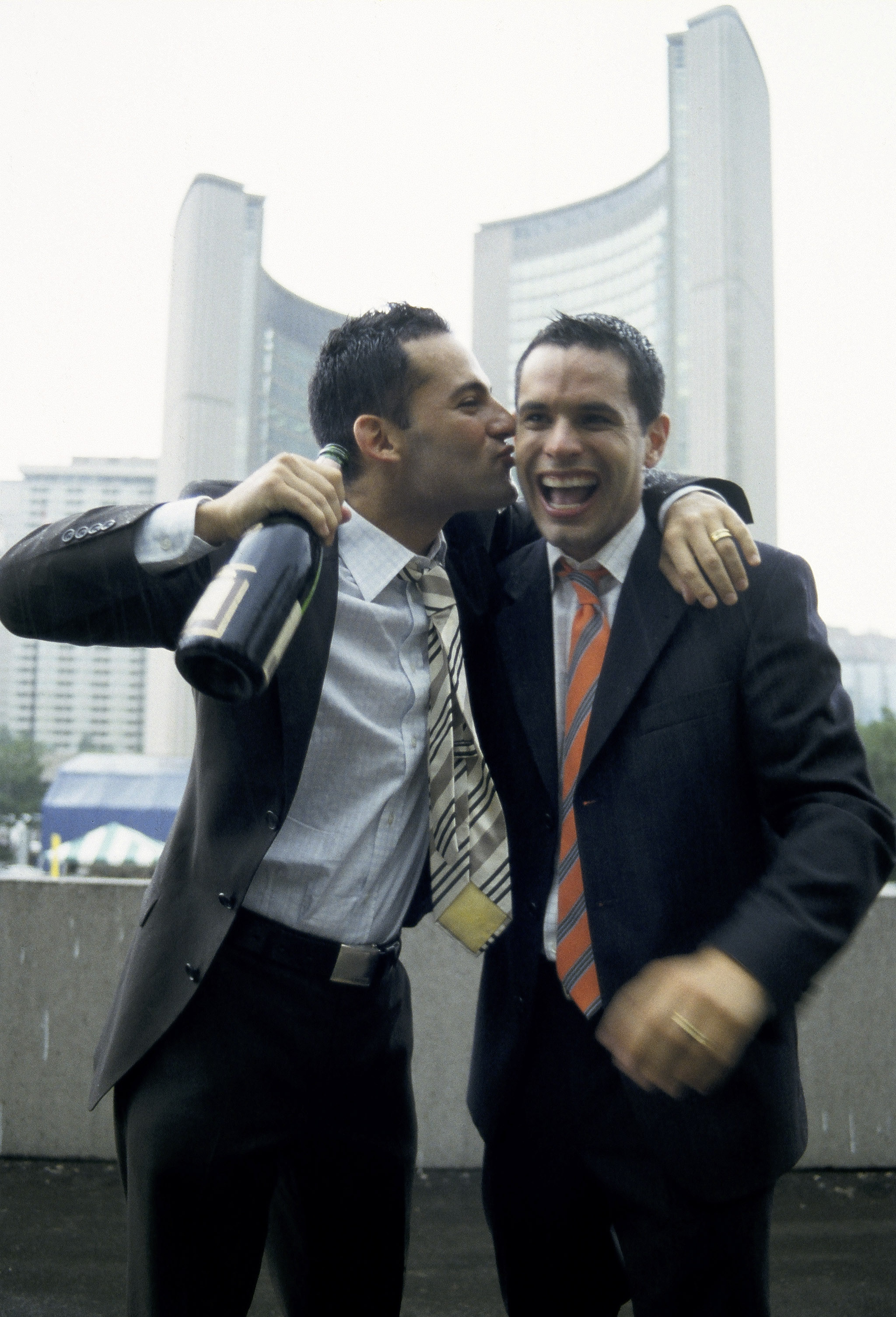
Una pareja celebra su matrimonio igualitario en Toronto, Canadá.

En los Países Bajos, el día de salir del armario holandés inicialmente tenía un tema o lema cada año:
- 2009: Personas mayores de color rosa
- 2010: ¡Alto a la violencia!
- 2011: Fuera del armario todo funciona mejor (puedes ser quien eres en el lugar de trabajo)
- 2012: ¡Fuera de los puntajes del armario! (Aceptación LGBT en el deporte)
- 2013: Mujeres 'hombres' y hombres 'mujeres'
- 2014: Ser bi también es una profesión

Posteriormente, no se ha establecido ningún tema, y el énfasis de este día se ha desplazado a que "todos debemos poder ser nosotros mismos, todo el año".